# Teolindo Acosta
Teolindo Antonio Acosta Lázaro (Maracaibo, Zulia; 23 de julio de 1937-Valencia, estado Carabobo;2 de agosto del 2004) fue un jugador de béisbol venezolano, conocido por el apodo del «Loquito que inventó el hit».

## Biografía
Salta a la profesional en Venezuela con el equipo Pampero en la temporada de 1956-57 y en la temporada 1957-58 con solo 20 años de edad gana su primer título de bateo con un promedio de.385, en la temporada 1959-60 es traspasado a los Industriales de Valencia, con el cual juega por ocho años hasta que este desaparece, por lo que pasa a jugar con los Llaneros de Acarigua, luego pasa al Zulia, al Aragua y finalizará su gloriosa carrera con Lara en la temporada 1978-79. En 23 campañas jugando en la LVBP dejó como promedio al bate.298, con 1289 inatrapables (siendo el segundo jugador en llegar a más de 1000 inatrapables, por detrás de Luis “Camaleón” García, y superó en creces la marca de 1056 inatrapables que este ostentaba como récord de la liga).
En la Liga Mexicana de Béisbol Teolindo fue uno de los líderes en todos los departamentos ofensivos por espacio de nueve temporadas, de 1968 a 1976, ganando tres títulos de mejor bateador. En sus primeras ocho temporadas en México bateó para el astronómico promedio de.320 y en 19 temporadas dejó récord de 2,724 inatrapables con 64 jonrones y 389 bases robadas.
No corrió con mucha suerte en los Estados Unidos, en donde a pesar de su calidad ofensiva en las ligas menores, nunca pudo dar el salto definitivo para Las Grandes Ligas. Muere en el 2004 por complicaciones del corazón. Es exaltado al Salón de la Fama del Béisbol Venezolano en el 2006.